# 済寧道
済寧道（さいねい-どう）は中華民国北京政府により設置された山東省の道。

## 沿革
1913年（民国2年）1月18日に岱南道として設置。観察使は滋陽県に設置され、下部に済寧、滋陽、曲阜、寧陽、鄒県、滕県、泗水、汶上、嶧県、金郷、嘉祥、魚台、臨沂、郯城、費県、蒙陰、莒県、沂水、菏沢、曹県、単県、城武、定陶、巨野、鄆城の25県を管轄した。1914年（民国3年）5月23日に観察使は道尹と改められた。1925年（民国14年）に廃止されている。

## 行政区画
廃止直前の下部行政区画は下記の通り。（50音順）
- 鄆城県
- 嶧県
- 嘉祥県
- 菏沢県
- 沂水県
- 莒県
- 曲阜県
- 魚台県
- 巨野県
- 金郷県
- 済寧県
- 泗水県
- 滋陽県
- 城武県
- 鄒県
- 単県
- 曹県
- 郯城県
- 定陶県
- 滕県
- 寧陽県
- 費県
- 汶上県
- 蒙陰県
- 臨沂県